# Saint-Prosper
Saint-Prosper är en kommun och tätort (centre de population) i provinsen Québec i Kanada. Orten kallas även Saint-Prosper-de-Dorchester. Den ligger i regionen Chaudière-Appalaches, i den sydöstra delen av landet, 400 km öster om huvudstaden Ottawa.